# Le Cachet d'onyx
Le Cachet d'onyx est une nouvelle de Jules Barbey d'Aurevilly composée en 1831 et publiée en 1919. 

## Historique
Œuvre de jeunesse de Barbey, Le Cachet d'onyx est la seule nouvelle qui ait été publiée à titre posthume. Pour expliquer cette publication posthume, on peut mettre en avant le fait que Barbey a très tôt condamné ses œuvres de jeunesse, avant de les reprendre plus tard. Une autre explication est que le dénouement de la nouvelle est le même que celui d'une de ses Diaboliques : un dîner d'athées. Le Cachet d'onyx perdait ainsi de son intérêt.
L'influence d'Othello de Shakespeare est prégnante tout au long de la nouvelle notamment en ce qui concerne le thème de la jalousie.
Barbey évoque aussi Jean-Jacques Rousseau et sa Julie ou la Nouvelle Héloïse : "Il y a une belle imposture de Rousseau, c'est quand il montre dans son Héloïse que celle qui a aimé une fois, qui s'est donnée corps et âme, baisers et sourires, peut devenir, mariée à un autre que celui qui l'a possédée, épouse tendre et soumise, mère de famille irréprochable, chaste prêtresse des dieux domestiques."
Dans cette nouvelle, on remarque un Barbey jeune, qui critique le dandysme, et qui offre un court récit déconcertant, hésitant entre passages romanesques passionnés et philosophie, et qui dévoile au travers d'un style encore quelque peu maladroit les thématiques les plus marquantes de l'œuvre Aurevillienne.

## Contexte d'écriture
Lorsqu'il écrit Le Cachet d'onyx, Barbey a 23 ans. Il vit à Caen où il suit des études de droit et s'intéresse à la politique. Ces années sont aussi marquées par la relation avec Louise, épouse d'Alfred de Méril, ainsi devenue cousine par alliance de l'auteur, relation qui bouleverse sa vie entière. Il semblerait que Louise soit la Maria à qui le narrateur s'adresse. Ce conte sonne ainsi comme une vengeance d'un jeune auteur déçu et blessé, à travers un récit brutal et froid. 